# Ahn Jae-chang
Ahn Jae-chang (kor. 안재창; * 1. Oktober 1972) ist ein südkoreanischer Badmintonspieler.

## Karriere
Ahn Jae-chang gewann 1990 die Hungarian International und 1992 die Canadian Open. Bei der Asienmeisterschaft 1995 wurde er 5., die Weltmeisterschaft 1999 schloss er mit Rang 33 ab, die Japan Open 2000 mit Rang 5.

## Sportliche Erfolge
| Saison | Veranstaltung           | Disziplin    | Platz | Name          |
| ------ | ----------------------- | ------------ | ----- | ------------- |
| 1990   | Hungarian International | Herreneinzel | 1     | Ahn Jae-chang |
| 1992   | Canadian Open           | Herreneinzel | 1     | Ahn Jae-chang |
| 1995   | Asienmeisterschaft      | Herreneinzel | 5     | Ahn Jae-chang |
| 1999   | Weltmeisterschaft       | Herreneinzel | 33    | Ahn Jae-chang |
| 2000   | Japan Open              | Herreneinzel | 5     | Ahn Jae-chang |